# Macchi MB.320
Il Macchi MB.320 fu un aereo executive bimotore monoplano ad ala bassa sviluppato dall'azienda italiana Aeronautica Macchi nei tardi anni quaranta.
Secondo progetto sviluppato dall'ingegnere Ermanno Bazzocchi per l'azienda di Varese dopo il termine della seconda guerra mondiale, fu un tentativo di inserirsi nel mercato dell'aviazione commerciale nel difficile periodo del dopoguerra. Prodotto in un numero limitato di esemplari a causa del suo elevato prezzo di listino, venne venduto principalmente sul mercato d'esportazione.

## Storia del progetto
Dopo il termine della seconda guerra mondiale le aziende aeronautiche italiane condivisero una profonda crisi economica dovuta anche alle esigenze di ricostruzione dei propri impianti produttivi a seguito dei bombardamenti strategici operati sul suolo italiano dalle forze aeree alleate. In quest'ambito aziende storiche come Macchi, Fiat Aviazione e SAI Ambrosini cominciarono lo sviluppo di velivoli destinati al mercato civile da proporre su mercati emergenti come quello sudamericano costrette a confrontarsi con una sempre più forte concorrenza soprattutto nelle categorie dei velivoli leggeri, da turismo e da addestramento.
Lo sviluppo di un velivolo da destinare al mercato civile con simili caratteristiche fu frutto di un'iniziativa privata dell'ingegner Bazzocchi il quale, dopo essere stato assunto dalla Macchi nel 1941 per affiancare Mario Castoldi, venne da questo assegnato, dimostrando di non aver gradito l'operazione, a progetti secondari, studi di riparazioni e verifiche strutturali. Fu in questo periodo che Bazzocchi progettò in disparte il motocarro Macchi MB1 successivamente battezzato Macchitre, un velivolo monomotore, l'MB.308, ed il bimotore MB.320.
Il progetto si concretizzò nel dopoguerra in un modello dalle linee moderne, caratterizzato dalla costruzione in legno, configurazione monoplana ad ala bassa, propulsione basata su due motori a cilindri contrapposti collocati su due gondole alari, abitacolo a sei posti a sedere dotato di doppi comandi e carrello d'atterraggio triciclo anteriore completamente retrattile.
Il prototipo venne portato in volo per la prima volta nel corso del 1949 dimostrando di avere buone caratteristiche generali, in linea con quelle espresse dai velivoli della concorrenza; l'azienda, pertanto, decise di avviarne la produzione in serie. Tuttavia il prezzo di vendita risultava piuttosto alto e le commissioni rimasero limitate a pochi esemplari venduti essenzialmente per il mercato estero nel settore dell'aviazione generale.
Fu inoltre programmata l'istituzione di un accordo commerciale con la Francia per produrre il modello su licenza, commercializzandolo come Lignel VEMA-51, ma tale accordo non venne mai concretizzato.

## Impiego operativo

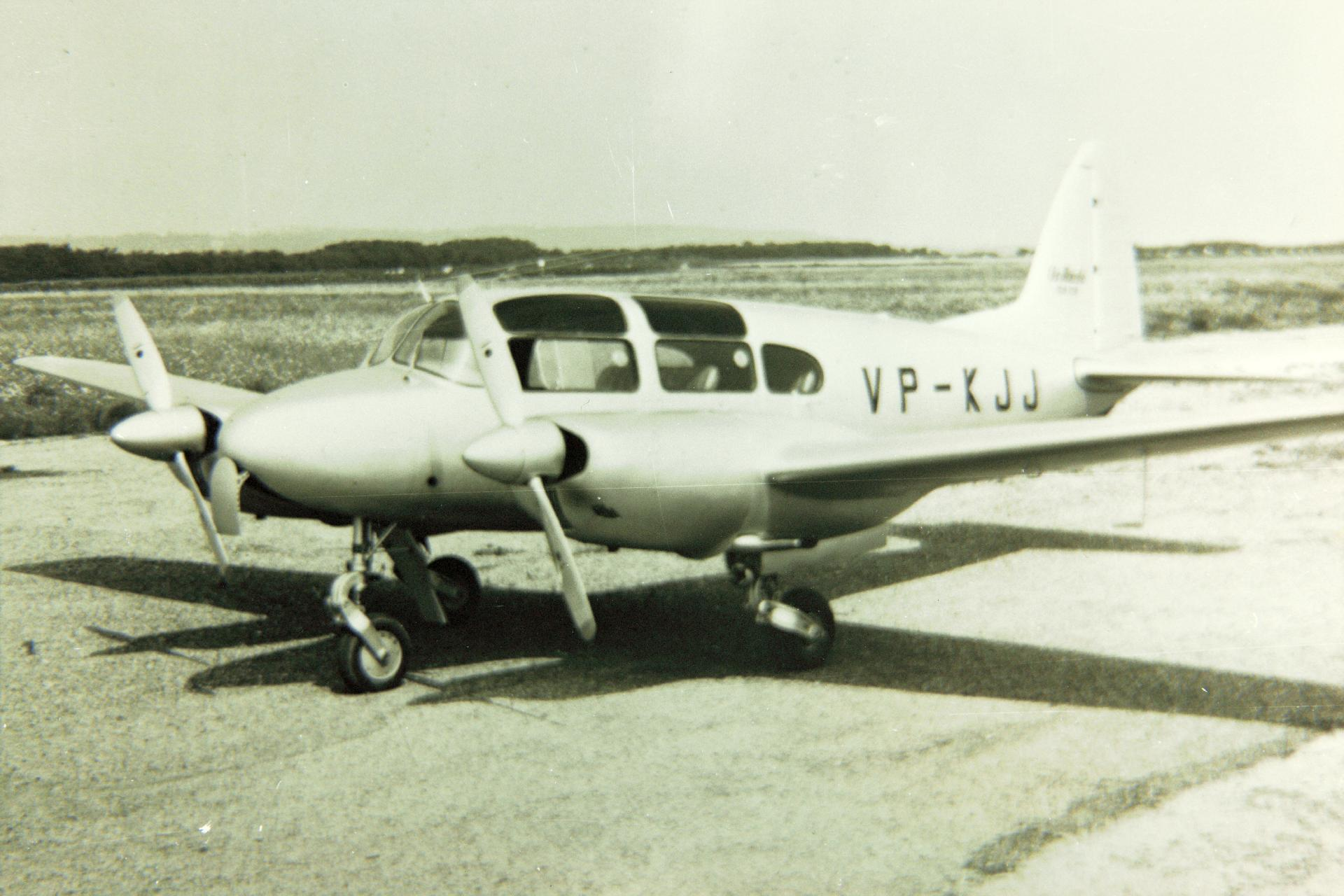
Un MB.320 in servizio per la East African Airways.

Oltre ad essere acquistati da piloti privati per utilizzo personale, un ordine per tre esemplari venne sottoscritto dalla East African Airways, compagnia aerea fondata per sviluppare il trasporto aereo tra Kenya, Tanzania ed Uganda allora parte della comunità dell'Africa Orientale. I tre velivoli vennero acquistati per sostituire in servizio i de Havilland DH.89 Dragon Rapide utilizzati per collegare le città ugandesi Soroti, Lira, Gulu ed Arma ma che risultavano antieconomici. La compagnia, in seguito, li rivendette alla Campling Brothers and Vanderwal, azienda che li utilizzò come charter per voli nei territori dell'Africa Orientale.

## Utilizzatori
Comunità dell'Africa orientale (Kenya, Tanzania, Uganda)
- East African Airways